# 维尔科·契尔文科夫
维尔科·维列夫·契尔文科夫（1900年9月6日—1980年10月21日） 保加利亚共产主义政治家，他在1949年至1954年任保加利亚共产党中央委员会总书记，1950年至1956年任部长会议主席（总理）。他的统治期间，保加利亚作为斯大林主义的模型，快速工业化、集体化和大规模迫害政治反对派。

## 生平
契尔文科夫出生在保加利亚兹格蒂查，1919年他加入共产主义青年团体参与活动和任报纸编辑。他参加了1923年9月反法西斯武装起义，起义失败被王国军事法庭判处死刑，但被允许移民到苏联。
1925年契尔文科夫逃往苏联，他在莫斯科马克思-列宁学校学习，1928年毕业于并留校任教，1937-1938年任该校校长。期间他成为了苏联共产党总书记约瑟夫·斯大林执政风格的支持者，他还是个众所周知的高智慧和渊博知识的共产主义者，1938年起在第三国际执委会工作。他被任命为苏联内卫部队“斯巴达”（"Spartak"）的特工。1941年契尔文科夫成为“赫里斯托·鲍泰夫”秘密广播电台的总编辑，作为保共中央国外局成员，向保加利亚人宣扬反德国和亲共消息。
在1944年契尔文科夫回到保加利亚，当选保共中央政治局委员和中央书记，进入权力核心，在他的妻兄格奥尔基·季米特洛夫的政府中任职。1945年-1947年任科学、艺术和文化委员会主席（文化部长），1947年7月-1949年担任部长会议第一副主席（副总理）。不久保加利亚共产党领导人季米特洛夫去世，契尔文科夫当选党的总书记，成为保加利亚的最高领导人。1950年2月部长会议主席瓦西里·科拉羅夫去世，契尔文科夫在苏联的批准下以党总书记身份兼任政府首脑，掌握党政大权。他与苏联关系密切，有“小斯大林”的称呼。 他残酷镇压所有偏离党路线的派别，任意抑制文化和艺术，实行社会主义现实主义路线、个人崇拜以及孤立主义的外交政策 。1950年发起集体化运动。1951年初契尔文科夫驱逐了五分之一的党员，包括很多高级官员，到1953年46万个党员中的10万人被逐出共产党。

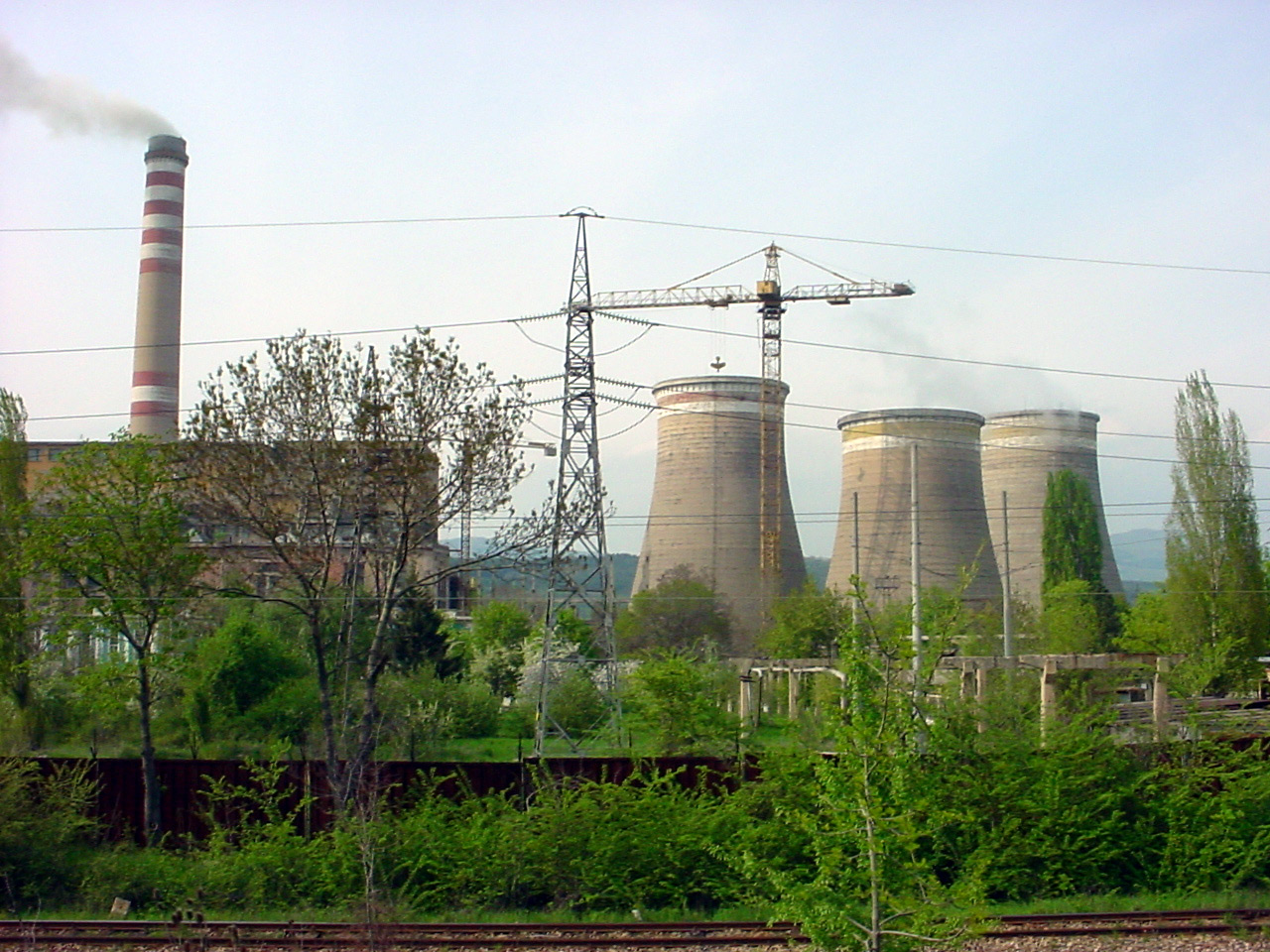
共和国发电厂, 在工业化时期一个建设项目

到1953年，保加利亚已经切断与西方的联系，90%的出口和进口依靠苏联。在集体化下，1950年和1953年之间，国有耕地从12%上升到61%。他期间也作了不少好事，特别是对于保加利亚水资源的贡献。许多水坝和蓄水工程几乎都有他的主持。
斯大林逝世之前，契尔文科夫已经开始渐渐远离斯大林主义路线。1953年与南斯拉夫和希腊的关系重新恢复，一些政治犯被特赦，1954年，他放弃共产党总书记的职务，减少了苏联对保加利亚的经济和政治生活的指导，减少了集体化的步伐，释放了约1万名政治犯。1956年，苏联共产党第一书记赫鲁晓夫反斯大林之后，保加利亚共产党谴责斯大林主义，进而讨伐契尔文科夫的威权主义。1956年4月保加利亚共产党召开中央全会，批判和肃清部长会议主席契尔文科夫的“个人迷信”，主要是说他在1949年12月把前副总理特拉伊乔·科斯托夫安了个“因卖身投靠英、美和南斯拉夫谍报机关和进行破坏国家经济活动”的罪名，处以死刑。契尔文科夫为这个责任问题降任部长会议副主席兼教育和文化部长。1961年12月契尔文科夫被撤销一切党政职务，1962年11月被开除出共产党。1969年5月恢复共产党党籍。1980年10月21日病逝于索非亚。
1926年契尔文科夫娶了共产国际总书记格奥尔基·季米特洛夫的妹妹埃琳娜（Elena），他们有两个孩子 - 弗拉基米尔 (Vladimir,1935-1965)和伊丽娜 (Irina，b. 1939).

## 勋章
- 列宁勋章, 四次(包括1967年和1980年)